# BFM DICI Haute-Provence
Pour les articles homonymes, voir BFM.
BFM DICI Haute-Provence, est une chaîne de télévision française d'information locale en continu, traitant de l'actualité des Alpes-de-Haute-Provence. Elle est la 5e déclinaison locale de BFM TV du groupe RMC BFM, elle fait partie du réseau BFM Locales.
Elle succède à D!CI TV Provence, une généraliste locale privée lancée le 16 mai 2019 par Jean-Marc Passeron, acquise le 28 juillet 2020. Elle est lancée le 9 mars 2021 à 17 h sur la TNT des Alpes-de-Haute-Provence, le câble, la télévision par internet (OTT), la télévision mobile personnelle (sur smartphones et tablettes) et en lecture en continu sur Internet.

## Histoire de la chaîne

### Rachat d’Altice et lancement de la chaîne
Le 28 juillet 2020, le groupe Altice Média rachète les chaines D!CI TV, pour créer des chaînes d'informations locales.
Le lancement de BFM DICI Haute-Provence en syndication régionale avec BFM DICI Alpes du Sud a lieu le 9 mars 2021 à 17 h avec Valentin Doyen pour une édition spéciale du lancement des chaînes en présence des invités locaux et Alain Weill, et étoffe sa grille avec les rubriques sur le sport (lundi), la planète locale (lundi), le business (mardi), l'emploi (mercredi), la politique (jeudi) et les top sorties du week-end (vendredi).

## Identité visuelle

### Habillages et logos

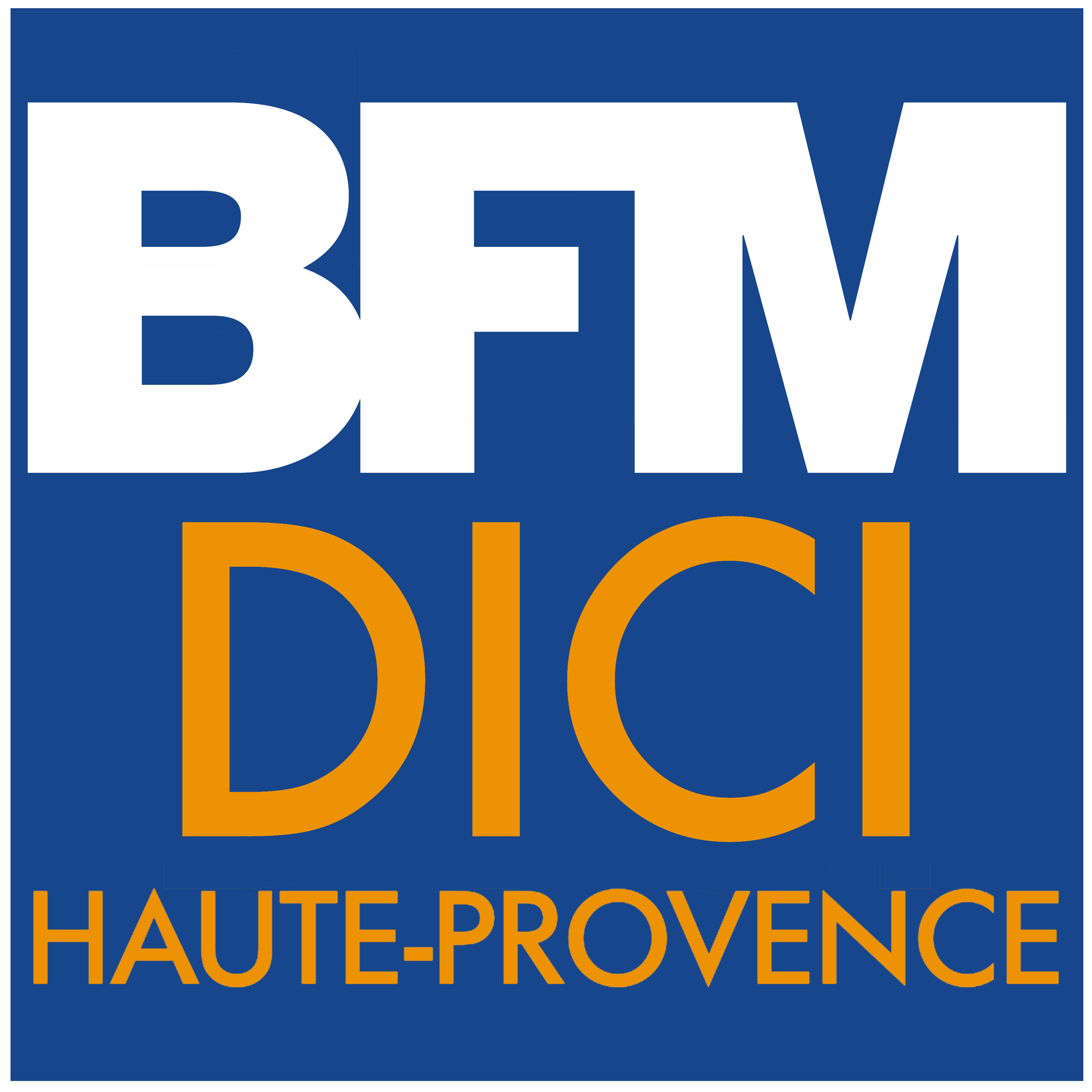
Logo de BFM DICI Haute-Provence du 9 mars 2021 au 10 juillet 2024.
Logo de BFM DICI Haute-Provence depuis le 10 juillet 2024.
Logo de BFM DICI du 9 mars 2021 au 10 juillet 2024.
Logo de BFM DICI depuis le 10 juillet 2024.

### Slogan
- depuis 9 mars 2021 : « La chaine info 100% DICI »

## Organisation

### Dirigeants et effectifs
Président-directeur général de RMC BFM
- de novembre 2000 à juin 2021 : Alain Weill
- de juillet 2021 au 2 juillet 2024 : Arthur Dreyfuss
- depuis juillet 2024 : Nicolas de Tavernost

Directeur Général délégué, chargé de l’information et du sport du pôle audiovisuel
- depuis juillet 2019 : Hervé Beroud

Directeur Général
- de décembre 2020 à juillet 2023 : Philippe Benayoun
- de juillet 2023 à janvier 2025 : Philippe Antoine
- depuis janvier 2025 : Arnaud de Courcelles

Directrice de la rédaction
- de juin 2019 à juin 2023 : Philippe Antoine
- depuis juin 2023 : Camille Langlade

### Siège
Le siège de BFM DICI se situe à Chorges.

## Grille des programmes
BFM DICI Haute-Provence diffuse des programmes d'informations locales en continue. En décembre 2022, la grille des programmes se composait tel que :

### Émissions principales
Le 12-17 (12 h - 17 h) - Lundi au Vendredi
L'émission de la journée est présenté par Sandrine Baccaro, elle est produite en direct de 12 h à 17 h. L’émission reprend les informations développés durant la matinale et mise à jour.
Bonsoir DICI (17 h - 18 h) - Lundi au vendredi
L'émission du soir est présentée par Valentin Doyen, elle est produite en direct de 17 h à 18 h. L'émission accompagne les téléspectateurs les dernières informations de la journée en temps réels sur la vie locale au travers de duplex, reportages, chroniques et des interviews d’actualité, les prévisions de la météo et les conditions de circulation et transports.
DICI Week-End (8 h - 13 h) - Samedi et dimanche
L’émission est présenté par Fanny Pechiney, elle est produite en direct de 8 h à 13 h. L’émission accompagne les téléspectateurs à retrouver l’essentiel de l’actualité du week-end, ainsi que vos rendez-vous culturels. Au programme : des idées sorties, des interviews d’artistes et des reportages loisirs.

## Journalistes

### Journalistes actuels
- Valentin Doyen
- Sandrine Baccaro
- Fanny Pechiney
- Ismahan Stambouli
- Julian Mancini

### Chroniqueurs
Météo
- Kévin Floury
- Marc Hay
- Virgilia Hess
- Loïc Rivières
- Julien Rifflet

## Diffusion
BFM DICI Haute-Provence propose sa diffusion sur la TNT, via le Câble, l'ADSL ou la Fibre, via l'Internet de Molotov TV et également ses programmes via son site internet et son application mobile.